# Aplysina archeri
Espèce
Aplysina archeri est une espèce d'éponges de la famille des Aplysinidés.

## Systématique
Le nom valide complet (avec auteur) de ce taxon est Aplysina archeri (Higgin, 1875).
Aplysina archeri a pour synonymes :
- Luffaria archeri Higgin, 1875
- Verongia archeri (Higgin, 1875)

## Publication originale
- Higgin, T. (1875). On a new sponge of the genus Luffaria, from Yucatan, in the Liverpool Free Museum. Annals and Magazine of Natural History. (4) 16: 223-227.